# 311P/PANSTARRS
311P/PANSTARRS (2013 P5) est un astéroïde ou une comète de la ceinture principale découvert par Bryce T. Bolin en utilisant le télescope Pan-STARRS le 27 août 2013. Il fait environ 500 mètres de diamètre pour une masse volumique évaluée à environ 3 300 kg1 m−3,.
À la suite de nouvelles observations faites par le télescope spatial Hubble, six queues ont été découvertes. Ces dernières laissent supposer que le corps est un agglomérat lâche qui perd de la matière par effet centrifuge dû à une forte rotation.
Des modèles 3-D réalisés par Jessica Agarwal de l'Institut Max-Planck de recherche sur le Système solaire montrent que les queues ont pu être formées par une série d'éjections ponctuelles de poussières. « Elle a calculé que les éjections se sont produites le 15 avril, 18 juillet, 24 juillet, 8 août, 26 août et 4 septembre. ».

## Caractéristiques physiques
Le corps possède un rayon d'environ 240 m. Les premières observations réalisées par Pan-STARRS ont montré que l'objet avait une apparence particulière. Normalement, les astéroïdes ont la forme de petits points de lumière et ce n'était pas le cas de P/2013 P5. Les queues multiples ont été découvertes le 10 septembre 2013 à l'aide d'images du télescope spatial Hubble. Lors d'observations subséquentes prises le 23 septembre, l'objet avait changé complètement d'apparence.
La connaissance de ces caractéristiques physiques sera grandement améliorées si la mission spatiale Tianwen-2 se révèle être une réussite.